# Juan Gómez Durán
Juan Nepomuceno Gómez Durán (Val de Santo Domingo, Toledo, 20 de marzo de 1767 - Málaga, 30 de septiembre de 1830) fue un obispo español de la Iglesia católica.

## Biografía
Se doctoró en Filosofía y fue profesor de Filosofía y Teología en Toledo. Tras ordenarse como sacerdote, fue párroco de la Iglesia de San Lorenzo (Toledo) y después fue nombrado canónigo magistral en Segovia y Cartagena, así como penitenciario en Toledo. Fue hecho obispo el 21 de octubre de 1819, preconizado en Roma (21 de septiembre de 1820) y consagrado el 10 de septiembre como obispo de la diócesis de Santander. Pío VIII lo nombró, el 15 de febrero de 1829, obispo de la diócesis de Málaga. Finalmente falleció el 30 de septiembre de 1830, siendo enterrado el 8 de octubre en la Catedral de Málaga.